# داداش رضایف
داداش رضایف (انگلیسی: Dadash Rzayev؛ زادهٔ ۲۲ دسامبر ۱۹۳۵) سیاست‌مدار اهل جمهوری آذربایجان است.